# Rudolf Bacherer
Rudolf Bacherer (19 de junho de 1895 - 6 de julho de 1964) foi um oficial alemão que serviu durante a Segunda Guerra Mundial. Foi condecorado com a Cruz de Cavaleiro da Cruz de Ferro.

## Condecorações
| Cruz de Ferro 2ª Classe                        |
| Cruz de Ferro 1ª Classe                        |
| Folhas de Carvalho nº 550 11 de agosto de 1944 |